# Ciencia ficción en Costa Rica
La ciencia ficción en Costa Rica ha sido generalmente subestimada como un género “menor” en la producción literaria de este país centroamericano, sin embargo, desde los años noventa comenzó a darse un movimiento muy notable que buscó impulsar su producción. Si bien existen antecedentes de obras literarias que podrían considerarse ciencia ficción ya desde el siglo XIX y principios del XX, no es hasta finales del XX y principios del XXI que la producción de ciencia ficción empieza a vivir un “boom”, en especial por parte de las nuevas generaciones de escritores. 

## Etapas
Según el historiador y escritor de ciencia ficción Iván Molina, una de las primeras obras publicadas en Costa Rica de ciencia ficción fue la distopía futurista El problema de Máximo Soto Hall en 1899. Sin embargo la que muchos consideran la primera obra de ciencia ficción costarricense fue El número 13,013 de 1908 escrita por León Fernández Guardia, mezcla de relato policíaco y ciencia ficción. Algunos consideran La caída del águila de Carlos Gagini como una obra de ciencia ficción, publicada en 1920 recrea la Campaña Nacional de 1856 en tiempos contemporáneos donde un descendiente de Juanito Mora lidera la derrota militar de EE. UU. La novela de 1926 El Dr. Kulman del padre Ramón Junoy trata sobre una técnica para extraer los recuerdos de los muertos tras su fallecimiento, también mezclando el género policíaco. 
La segunda etapa de la ciencia ficción se da a partir de la segunda mitad del siglo XX. El escritor Alberto Cañas publica El planeta de los perros en la Primera antología de la ciencia ficción latinoamericana en 1970. Alfredo Cardona Peña es otro autor que destaca en el género internacionalmente y es reconocido como un importante referente de la ciencia ficción latinoamericana. Aunque a lo interno sus obras eran más consideradas como “fantásticas”. Otros que publicaron relatos de ciencia ficción de manera ocasional fueron Fernando Durán Ayanegui, Louis Ducoudray, Fabián Dobles, Carmen Naranjo, Linda Berrón y Luis Bolaños. No obstante estos autores no son conocidos como escritores de ciencia ficción. 
Es después de los años noventa que empieza a apoyarse más fuertemente el género, ya no como algo tangencial sino como obras específicamente de ciencia ficción. Así la novela Una sombra en el hielo de Laura Quijano gana en 1994 el Premio Joven Creación de la Editorial Costa Rica y su relato Por siempre otro se incluyó en la antología española Fabricantes de sueños. La EUNED publica la primera antología de ciencia ficción de esta editorial en 1996 C. R. 2040 con autores como Fernando Leal, Francisco Quesada, Michael O’Reilly y Alí Víquez. Víquez publicaría dos novelas de ciencia ficción: Anonimátic y A medida que nos vamos conociendo con la ECR. 
El impulso continuaría a partir del año 2000. Alberto Ortiz publicó la novela Azor y luna, Emilia Macaya publica en 2007 Diez días de un fin de siglo (si bien ya antes había publicado el cuento Una historia en la antología de la UCR de ciencia ficción de 1994) y Jessica Clark publica su primera novela Telémaco.  En el 2008 es publicado Destino las estrellas de Miguel Rojas. Muchos de estos relatos contienen algunos de los temas clásicos de la ciencia ficción como el viaje interestelar y la vida artificial. 
Iván Molina sería uno de los pioneros del género en Costa Rica y la revitalización del mismo. La mayor parte de su obra hasta el momento ha sido de ciencia ficción, habiendo publicado dos antologías de cuentos y habiendo participado como autor y recopilador de varias antologías con diversos autores. Otro autor destacado de ciencia ficción es Alexander Obando, radicado en Estados Unidos, quien ha publicado entre otras obras de este subgénero El más violento paraíso y Teoría del caos. 
El autor costarricense Daniel Garro gana en 2008 el Certamen Latinoamericano de Ciencia Ficción con su obra Objetivo Madre que fue luego publicada junto a otra novela corta de su autoría en la colección Deus Ex Machina de la UNED. Garro publicaría luego La máquina de los sueños (2010) y el libro antológico Mi corazón de metal (2013) de esta misma temática, así como participaría con cuentos en diversas antologías. 
En 2010 incursiona con la novela de terror lovecraftiano Un grito en las tinieblas Daniel González (publicada por la UNED), a medio camino entre novela de terror y de ciencia ficción. Este autor también ha publicado gran cantidad de cuentos de ciencia ficción en diversas revistas internacionales y en antologías nacionales, tocando temas como los universos paralelos, la realidad virtual y el viaje en el tiempo. En 2018 incursionaría en el mercado internacional con su primera novela de ciencia ficción El efecto Casandra publicada por Wave Books.
Otro autor joven que ha trascendido con su obra internacionalmente es Fabián Porras, cuyas novelas de fantasía El símbolo de cristal: Los tres pergaminos (2010) y El clan de los magos (2011) así como su obra de ciencia ficción Fuegos fatuos de 2012 ha llamado la atención de editoriales españolas. Fuegos fatuos relata la historia de un mundo donde no existe la luz ni el fuego.
A partir de 2009 la Universidad Estatal a Distancia publicaría una antología de ciencia ficción de forma generalmente bienal con diversos autores invitados, hasta ahora las publicadas han sido Posibles futuros (2009), Objeto no identificado (2011), Lunas en vez de sombras (2013) y Te voy a recordar: relatos de ciencia ficción (2015) con autores como Laura Casasa Núñez, Antonio Chamu, Jessica Clark Cohen, Iván Molina Jiménez, Laura Quijano, Evelyn Ugalde, Mariana Castillo, Manuel Delgado, Daniel Garro, Alberto Ortiz, José Ricardo Chaves, Daniel González, Ericka Lippi y Anacristina Rossi. Otra editorial que ha dado apoyo al género es la Editorial Clubdelibros, especializada en literatura fantástica, la cual ha publicado gran cantidad de antologías de ciencia ficción, entre ellas POE Siglo XXI, El fin del mundo; cuentos apocalípticos y Galatea.
En 2021, la cuadragésima tercera edición del certamen UNA Palabra de la Universidad Nacional de Costa Rica, convoca por primera vez, en su rama de cuento con tema específico, a la ciencia ficción. En dicha rama resultó ganadora la obra Materia Orgánica y otros cuentos de ciencia ficción (publicado en el 2022) del autor Guillermo Ávila Colina, con mención honorífica a la obra Megazoo, del autor William García Flores.

## Escritores destacados
- Alberto Cañas Escalante
- Alfredo Cardona Peña
- Jessica Clark Cohen
- José Ricardo Chaves
- Manuel Delgado
- Emilia Macaya
- Daniel Garro Sánchez
- Daniel González Chaves
- Iván Molina Jiménez
- Alexander Obando
- Fabián Porras
- Laura Quijano
- Evelyn Ugalde Barrantes
- Alí Víquez Jiménez

## Revistas y fanzines
No existen revistas especializadas de ciencia ficción en Costa Rica. Aunque algunos autores costarricenses publican frecuentemente en revistas especializadas en el género de otros países, como Daniel González en la española Sci-Fdi o Laura Quijano en la argentina Axxón. No obstante existen revistas de cómic costarricense las cuales tienen como tema frecuente la ciencia ficción. 

## Encuentros
El 14 y 15 de mayo de 2005 se realizó en el Centro Nacional de las Artes y las Ciencias (CENAC) el Festival de Fantasía y Ciencia Ficción. El 18 de diciembre de 2006 se realizó el Festival de la Fantasía en el Museo de los Niños. Mientras en octubre de 2013 se organizó, también en CENAC, el Festival Fantásia dedicado a la fantasía, el terror y la ciencia ficción y organizado por Clubdelibros, el Club de Sociedades de Fanáticos de la Literatura Épica, Ciencia Ficción y Terror y el Ministerio de Cultura. En estos eventos a menudo se cuenta con participación de cosplay, conciertos, actividades literarias, exhibición de disfraces y juguetes, conferencias, ventas de libros y firmas de autógrafos de escritores.
Aunque no completamente abocados al género, otros festivales como el Comic Party (el primero de 2010), o los festivales de Anime y cosplay como el Matsuri y Kamen a menudo incluyen ciencia ficción entre sus temáticas.

## Películas
La única película de ciencia ficción de Costa Rica, hasta la fecha, ha sido El Fin, un filme apocalíptico que trata sobre la forma en que personajes costarricenses afrontan el inminente fin del mundo.